# Lošany
Lošany (Lossan Theutunicali (1392), něm. Deutsch Lossan) jsou obec ležící v okrese Kolín asi 7 km jihozápadně od Kolína. Mají 315 obyvatel a jejich katastrální území má rozlohu 676 ha. V roce 2011 zde bylo evidováno 123 adres. Součástí obce je i vesnice Lošánky.
Lošany je také název katastrálního území o rozloze 3,83 km².

## Historie
První zmínku o obci nalezneme v historických pramenech v roce 1259.

### Územněsprávní začlenění
Dějiny územněsprávního začleňování zahrnují období od roku 1850 do současnosti. V chronologickém přehledu je uvedena územně administrativní příslušnost obce v roce, kdy ke změně došlo:
- 1850 země česká, kraj Pardubice, politický i soudní okres Kolín[6]
- 1855 země česká, kraj Čáslav, soudní okres Kolín
- 1868 země česká, politický i soudní okres Kolín
- 1939 země česká, Oberlandrat Kolín, politický i soudní okres Kolín[7]
- 1942 země česká, Oberlandrat Praha, politický i soudní okres Kolín[8]
- 1945 země česká, správní i soudní okres Kolín[9]
- 1949 Pražský kraj, okres Kolín[10]
- 1960 Středočeský kraj, okres Kolín
- 2003 Středočeský kraj, obec s rozšířenou působností Kolín

### Rok 1932
Ve vsi Lošany (287 obyvatel, katolický kostel) byly v roce 1932 evidovány tyto živnosti a obchody: elektrárenské družstvo Lošany, hospodářské strojní a nákupní družstvo, 3 hostince, 2 koláři, 3 kováři, pekař, pohřební ústav, 5 rolníků, řezník, sedlář, 3 obchody se smíšeným zbožím, trafika, zahradnictví
Ve vsi Lošánky (291 obyvatel, samostatná ves se později stala součástí Lošan) byly v roce 1932 evidovány tyto živnosti a obchody: 2 hostince, kovář, 2 krejčí, řezník, 2 obchody se smíšeným zbožím, spořitelní a záložní spolek pro Lošánky, trafika, truhlář

## Památky v obci

### Tvrz

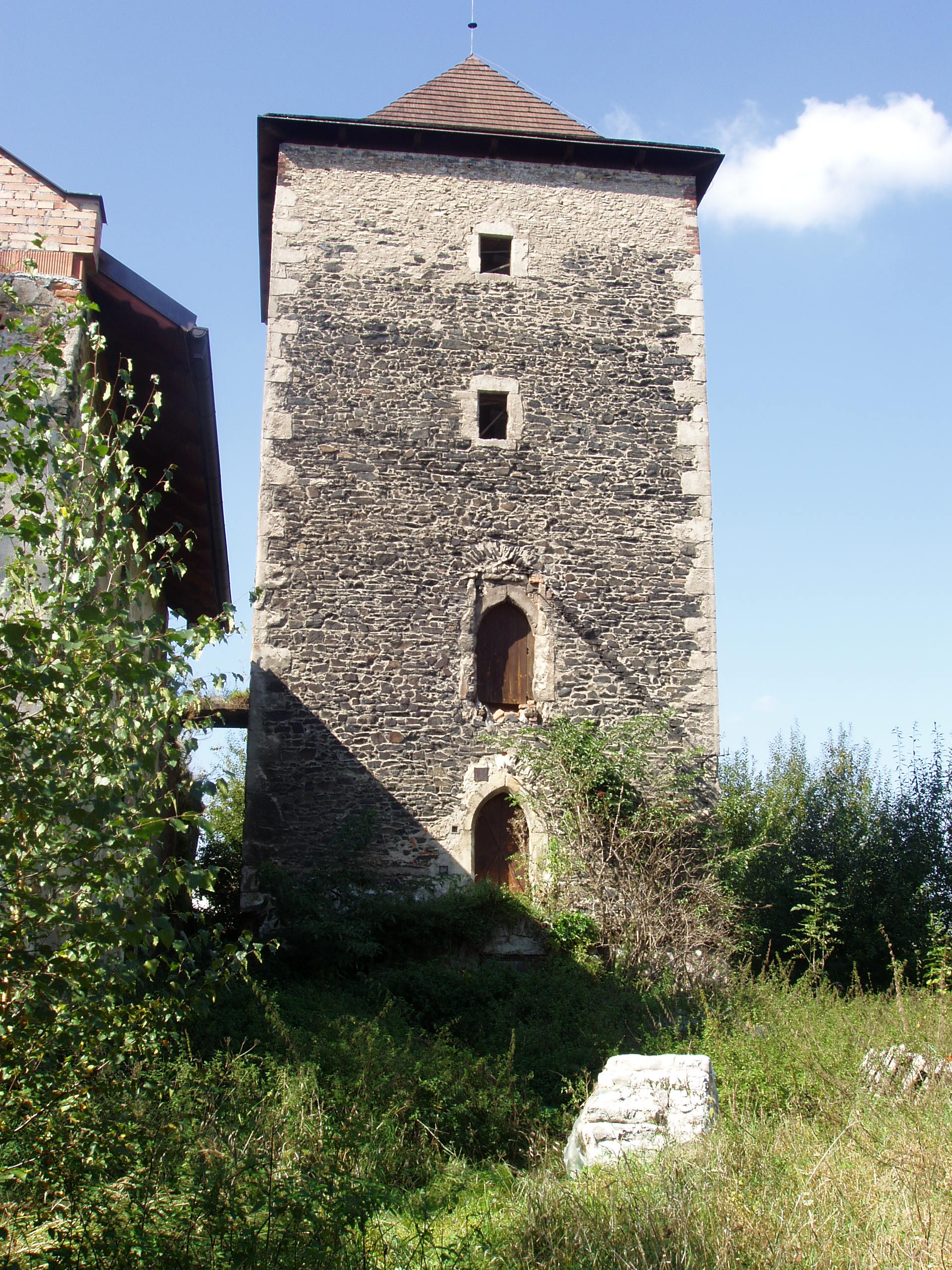
Věž tvrze v Lošanech

Kamenná věžovitá tvrz vznikla v Lošanech ve druhé polovině 14. století, zřejmě za kutnohorského patricije Vavřince Číšníka, doloženého v roce 1355. V roce 1410 získal Lošany patricij Haman Alder, zakladatel zemanské rodiny Alderů z Lošan. V roce 1478 koupili Lošany Čabeličtí ze Soutic, Jan Čabelický ze Soutic nechal tvrz přestavět. Brzy po roce 1513 prodal lošanský statek Prokop Čabelický městu Kutná Hora, které je vlastnilo až do roku 1918. Za městské vlády byla tvrz poddanskou usedlostí a věž se nadále využívala až do roku 1993 jako skladiště. Ostatní budovy tvrze byly mnohokrát přestavěny a postupně zanikly. Po roce 1993 přešla věž bývalé tvrze do soukromého vlastnictví a nový majitel ji nechal zastřešit jehlancovou střechou.
Lošanská tvrz byla původně vodní tvrzí, jejíž dnes již zaniklé příkopy, se plnily z rybníka, který se dochoval u sousedního domu čp. 27. Z tvrze se dodnes dochovala 17 metrů vysoká, čtyřpatrová gotická hranolová věž z lomového kamene, jejíž nároží byla zesílena kvádry. V suterénu a přízemí věže jsou valeně klenuté místnosti, přístupné přímo z nádvoří gotickými portály. Vlastní obytné prostory majitelů byly v prvním, druhém a třetím patře. Do prvního patra se vstupovalo od východu gotickým portálem, k němuž vedl most ze sousední, dnes již zaniklé, budovy. Patra byla oddělena pouze dřevěnými stropy a propojena dřevěnými schodišti. V severní stěně 2. patra se dochovalo okno se sedátky v nice, ostatní okna mají zachované kamenné okosené ostění. Ve čtvrtém patře jsou zachovány v severovýchodním rohu zbytky sopouchu krbu a v protilehlém koutě zazděný vchod na prevet. Po jižní straně věže se táhne dlouhé hospodářské stavení, vystavěné v místech bývalého příkopu v 17. století, dnes zcela ve zříceninách.

### Kostel svatého Jiří

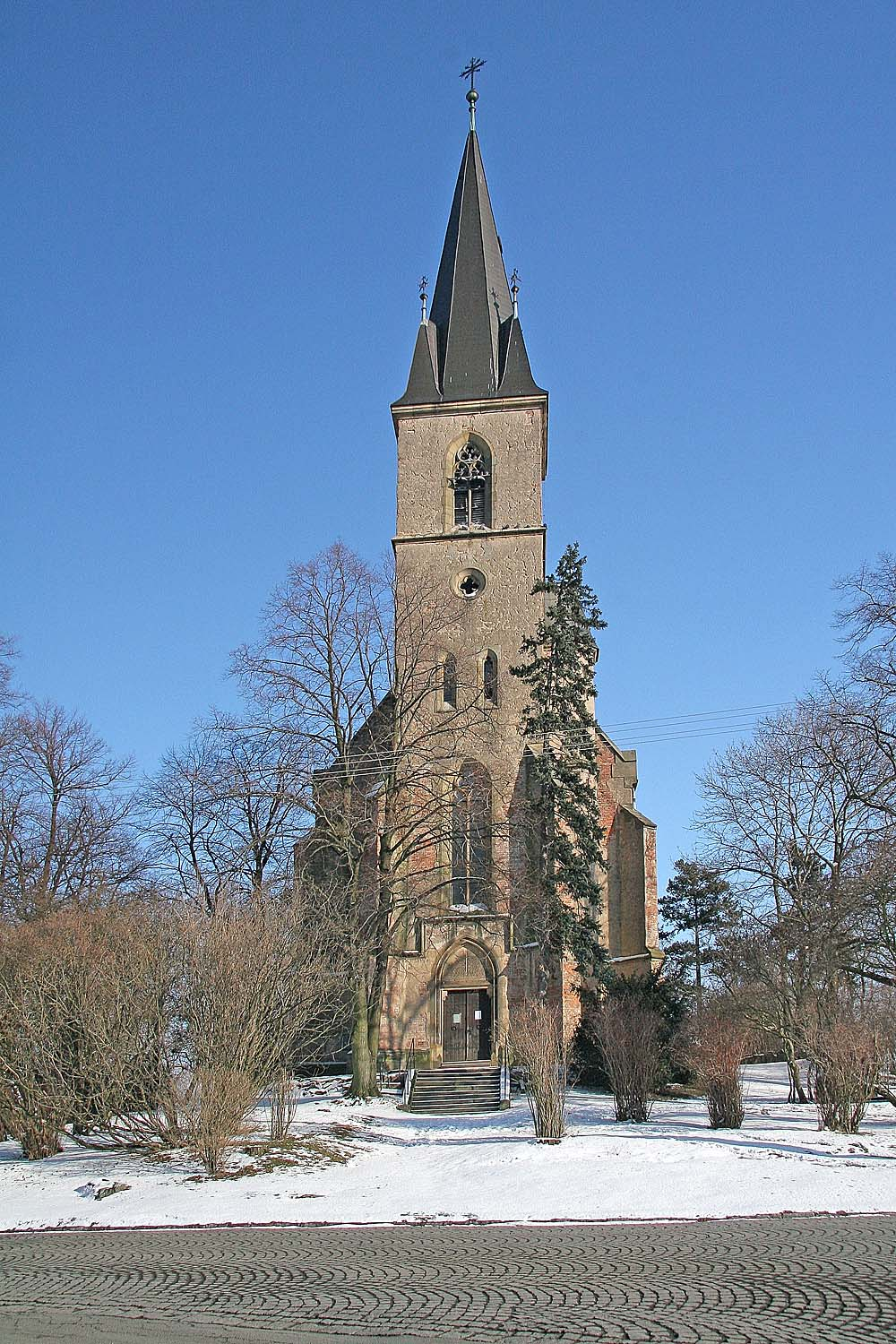
Kostel svatého Jiří v Lošanech

Původní gotický farní kostel sv. Jiří je připomínán již v roce 1355, kdy je písemně doložena místní fara a kněz Rudger. V roce 1765 byla přistavěna zřejmě kolínským stavitelem Fr. Jedličkou nová loď a původní kostel byl přeměněn na sakristii. Jelikož kostel chátral, byl v roce 1894 zbořen a následně znovu vystavěn v letech 1895–1896 v pseudogotickém slohu podle plánů Ing. Ludvíka Láblera. Jednolodní, obdélný kostel s polygonálně uzavřeným presbytářem, obdélnou sakristií po severní straně a vysokou hranolovou věží před západním průčelím. Presbytář i loď jsou sklenuty pseudogotickou křížovou klenbou. Z původní stavby se nedochovaly žádné stavební prvky. Většina zařízení kostela je současná se stavbou, oltáře vyhotovil řezbář Černý z Kutné Hory a křížovou cestu V. Šedivý. Z původního vybavení vyniká kalich ze 16. století a sluncová monstrance z pol. 18. století, ve věži jsou zavěšeny tři původní zvony: nejstarší (průměr 0,66 m.) je datován 1580 a má český nápis TENTO ZWON VDIELAN GEST ZA M(ne) RICHTARZE G(ANA) LOSSANSKIHO A G(ANA) D'EDA V WONDRZEGE KOTKA ZWONA-RZE, největší zvon (průměr 0,78 m) pochází z 18. století a má na plášti krucifix s nápisem LETHA P. 1709 SLIT GEST KE CZTI A SLAWIE P. BOHA WSEMOHAVCZIHO NAKLADEM ZADVSI CHRAM V PANIE S GIRZE WE WSI LOSANECH, nejmenší zvon byl ulit v roce 1868.

### Statek rodiny Mašínů
Na západní straně lošanské návsi se kromě kapličky nachází zděná stavba statku číslo popisné 1. Historie tohoto rodinného statku Mašínů sahá až do 15. století. Do statku vede barokní brána z 18. století, která není památkově chráněna. Obytná budova statku byla naposledy stavebně upravována ve 30. letech dvacátého století. Po znárodnění v roce 1948 získalo statek v roce 1950 jednotné zemědělské družstvo (JZD). To používalo obytnou budovu jako ubytovnu pro brigádníky a chlévy jakož i další hospodářské zázemí coby dílny JZD. Bylo to právě JZD, kdo celý areál statku nechal zpustnout a zchátrat. Po sametové revoluci v roce 1989 zahájili Zdena Mašínová, Josef Mašín a Ctirad Mašín dlouhotrvající soudní pře o navrácení rodového majetku. V roce 2012 nechala Zdena Mašínová na vlastní náklady (zednickou firmou Civín z obce Radovesnice I) opravit kapličku a barokní bránu statku. Soudní pře trvaly prakticky od roku 1990 až se celý případ dostal v roce 2015 k Ústavnímu soudu. Protože byly po celou tuto dobu vlastnické vztahy ke statku nejasné objekt byl prázdný a chátral.
Rodinný statek v Lošanech dal Josef Mašín v roce 1940 převést na své tři děti (Josefa, Ctirada a Zdenu) aby majetek nepadl do rukou gestapa a Říše. V následujícím roce (1941) byl dopaden a dne 30. června 1942 byl pak popraven v Praze na Kobyliské střelnici. Když se Ctirad a Josef Mašínové (spolu s Milanem Paumerem) v roce 1953 dostali na Západ, propadly jejich majetkové podíly na lošanském statku do vlastnictví státu (Zdena Mašínová vlastní jen malou část statku.) V majetku státu zůstaly oba podíly i po Sametové revoluci (1989), protože se oba bratři do republiky nevrátili a neměli české státní občanství. Zdena Mašínová soudně napadla platnost smlouvy z roku 1940 s tím, že v den popravy Josefa Mašína byl vlastníkem statku on. Žaloba byla Krajským soudem v Praze formálně zamítnuta s tím, že o takovou věc nemůže žádat jen jeden z dědiců. Dne 30. září 2015 Ústavní soud rozhodl, že stát má v tomto případě hledat takové řešení majetkových vztahů, aby rodný dům národního hrdiny generálmajora (in memoriam) Josefa Mašína byl (i jako výraz úcty) důstojnou památkou na něj, což jistě mnohem lépe zabezpečí rodina Zdeny Mašínové než stát, který památku nechává chátrat. Dne 13. listopadu 2017 se Z. Mašínová stává jediným vlastníkem rodného statku svého otce, který je ovšem ve značně zdevastovaném stavu. Ještě téhož roku vznikl spolek, který si dal za cíl vytvořit na místě památník. Do veřejné sbírky přispělo téměř tisíc dárců. Památník byl slavnostně otevřen 26. srpna 2022.

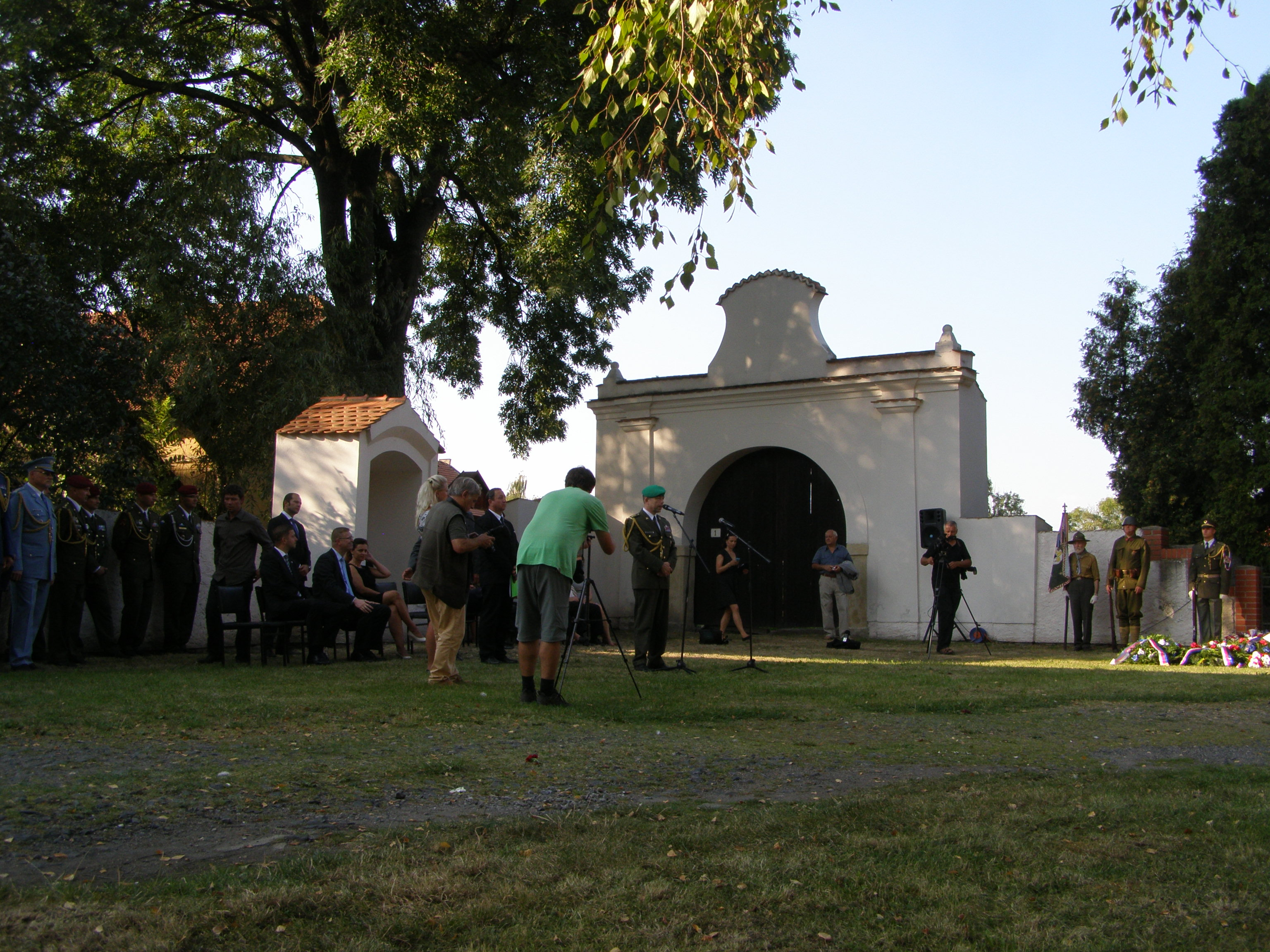
Kaplička a barokní brána před statkem
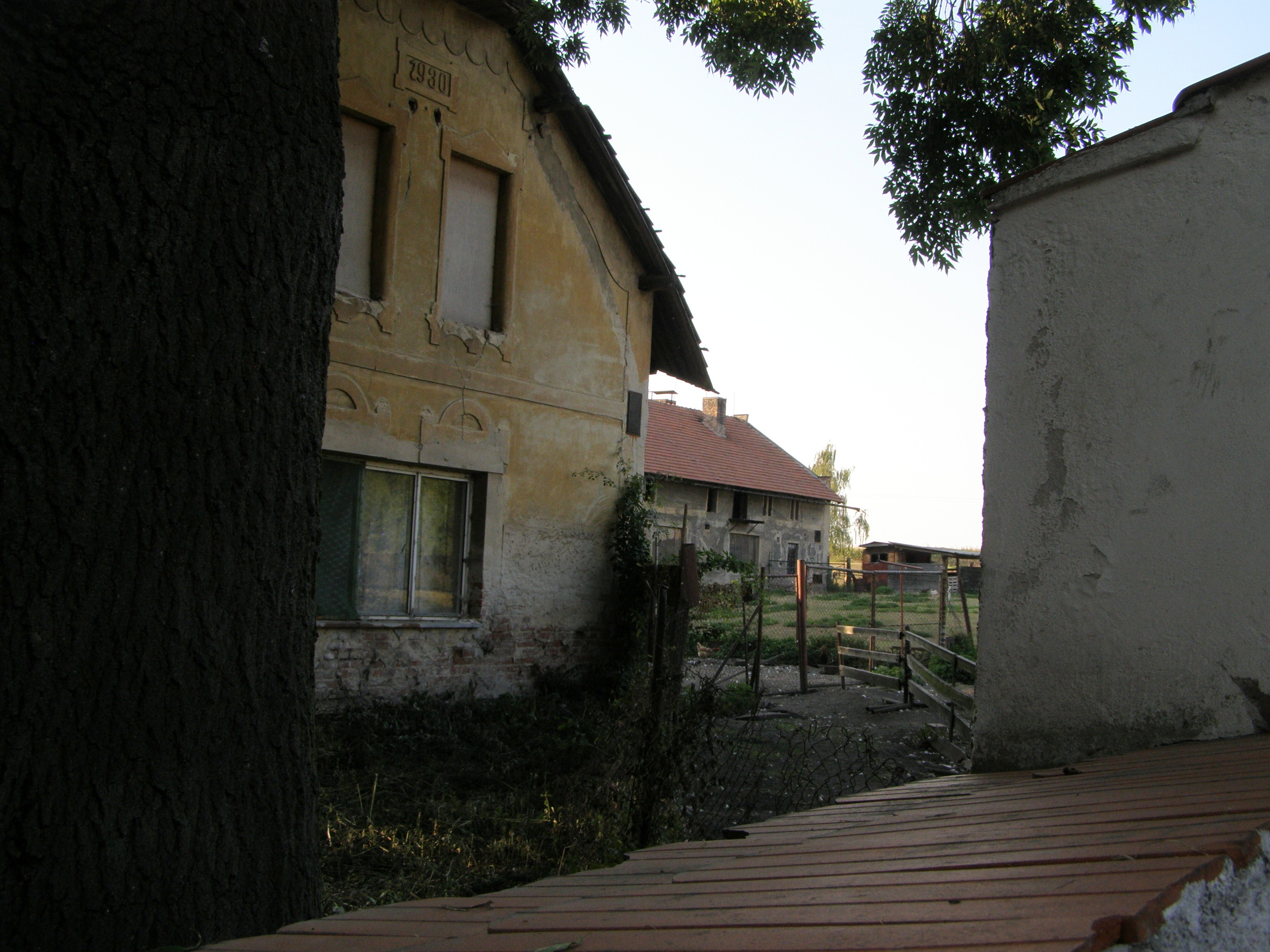
Pohled do dvora statku
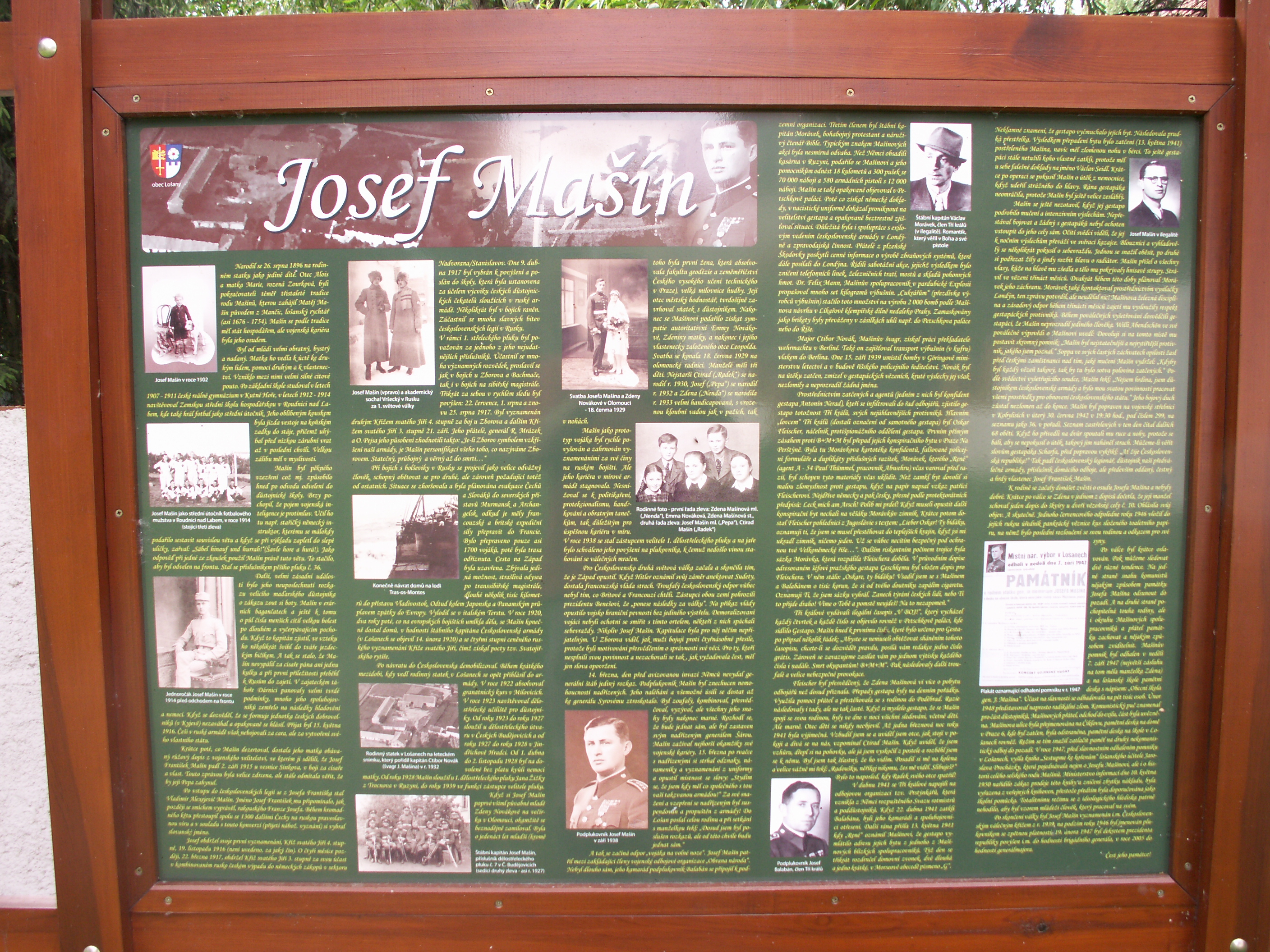
Informační deska před statkem u kapličky
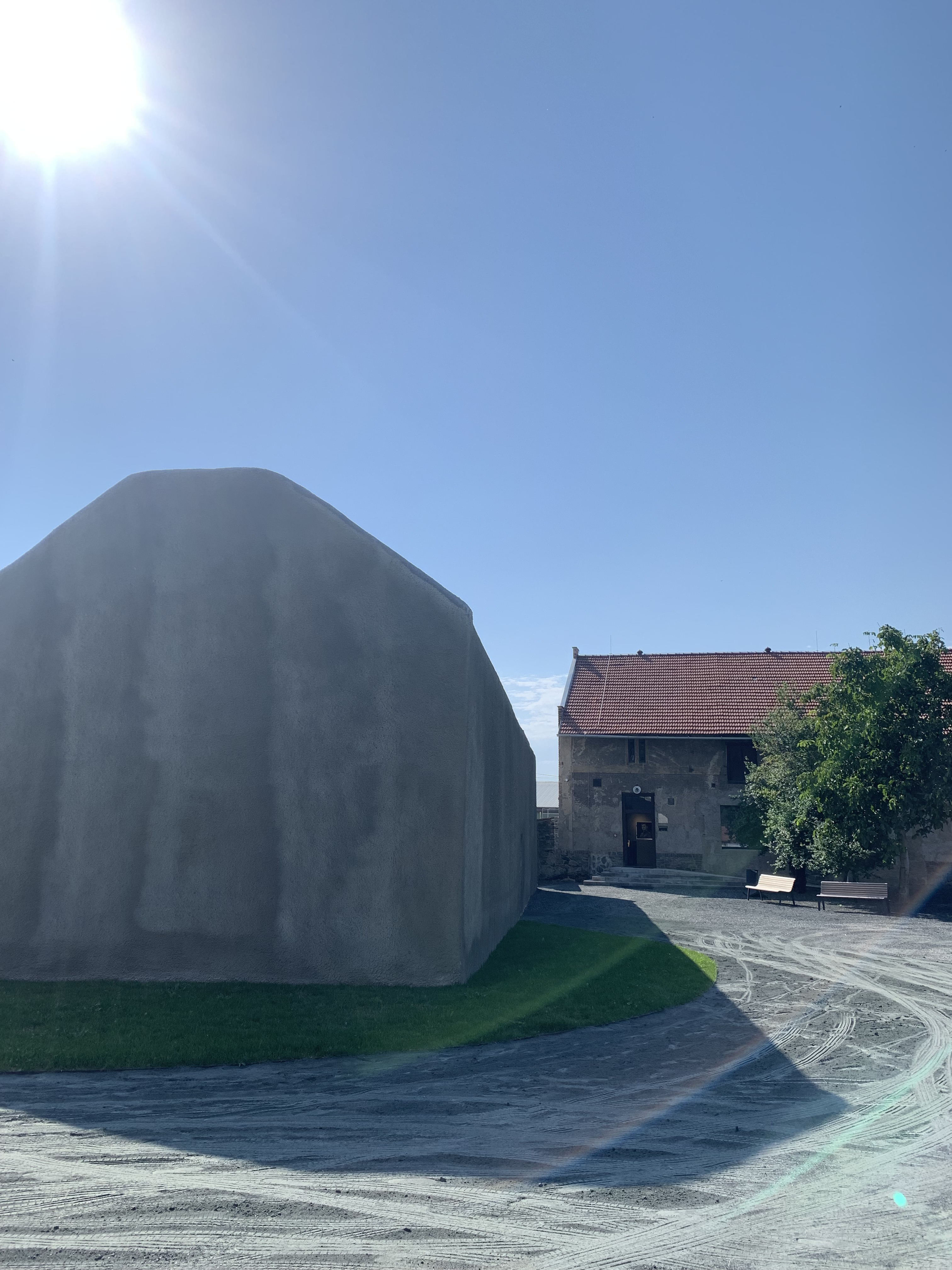
Nádvoří statku
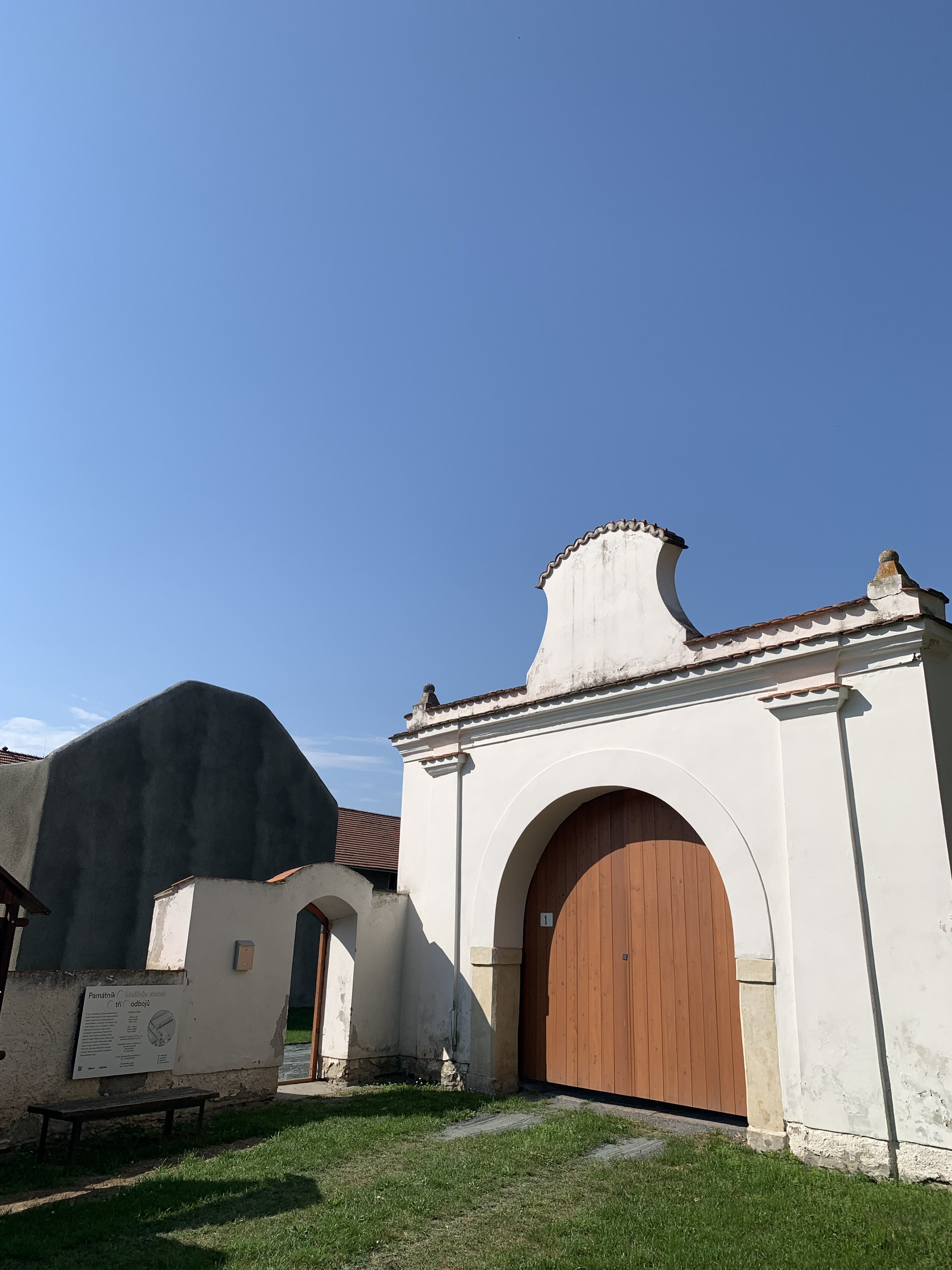
Brána statku, vlevo lze vidět Památník tří odbojů
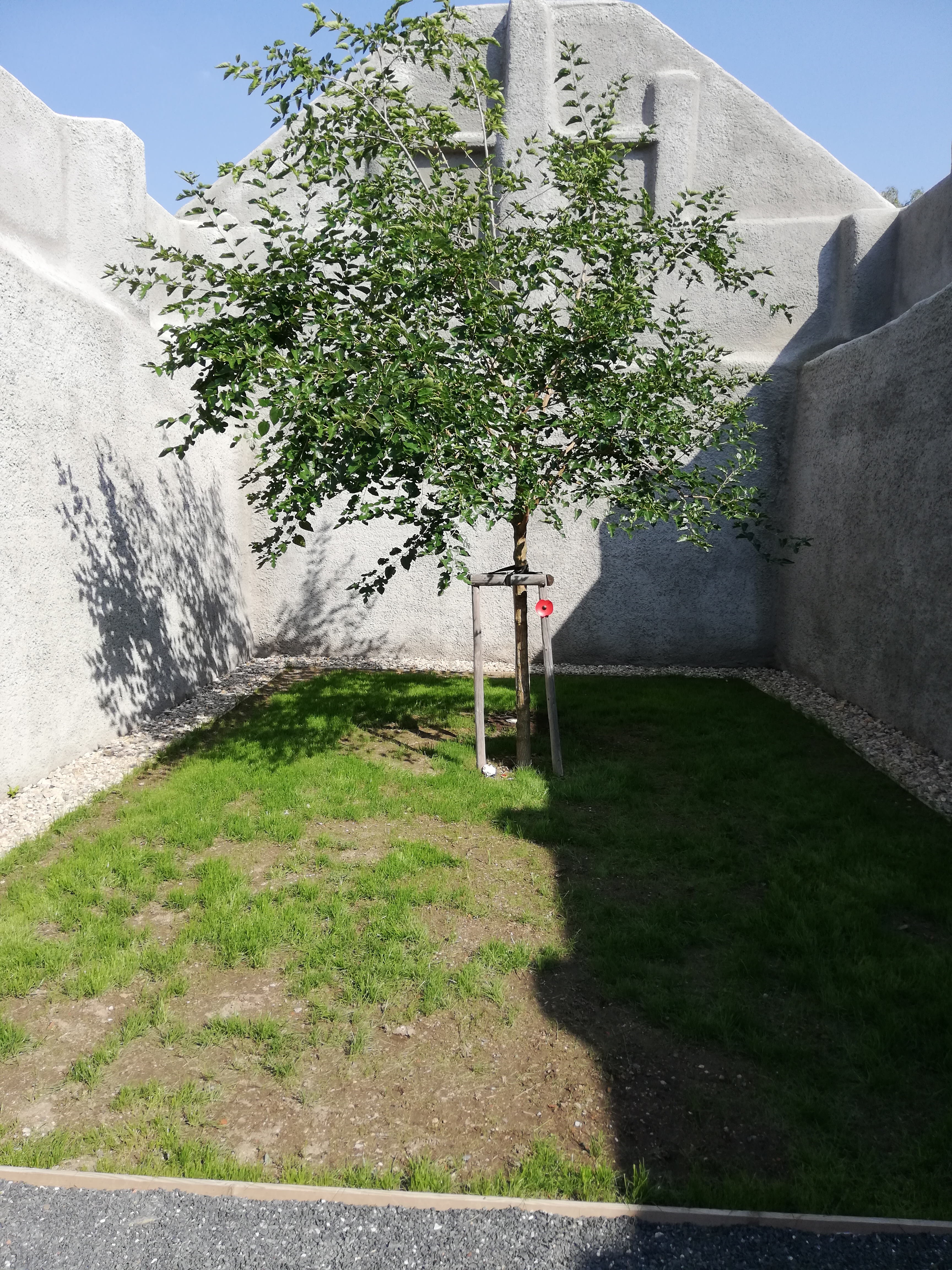
Pohled do vnitřního nezakrytého prostoru Památníku tří odbojů s moruší, oblíbeným stromem Josefa Mašína, symbolem naděje budoucích životů

### Památník Josefa Mašína
Památník místa narození generálmajora Josefa Mašína se nachází v Lošanech na okraji parčíku mezi tvrzí a lošanským statkem číslo popisné 1 (statkem rodiny Mašínů). Nápis na kovové desce: "V TOMTO STATKU / SE NARODIL 26.8.1896. / GEN. JOSEF MAŠÍN / HRDINA DOMÁCÍHO ODBOJE / POPRAVEN 30.6.1942". Památník se nachází na GPS souřadnicích: 49°59′56″ s. š., 15°07′24″ v. d.
Mašínův pomník byl v Lošanech slavnostně odhalen v neděli 7. září 1947 a to především zásluhou jeho manželky Zdeny Mašínové. Odhadem se této události účastnilo na pět tisíc osob. Zároveň byla na lošanské obecné škole odhalena pamětní deska s nápisem: "Obecní škola generála J. Mašína". Po vítězném Únoru 1948 byla deska v 50. letech dvacátého století ze školní budovy odstraněna. (V roce 1967 byla škola zrušena a v budově sídlila (v letech 1967 až 1992) mateřská škola. Nyní (2016) se v budově nachází obecní úřad.)

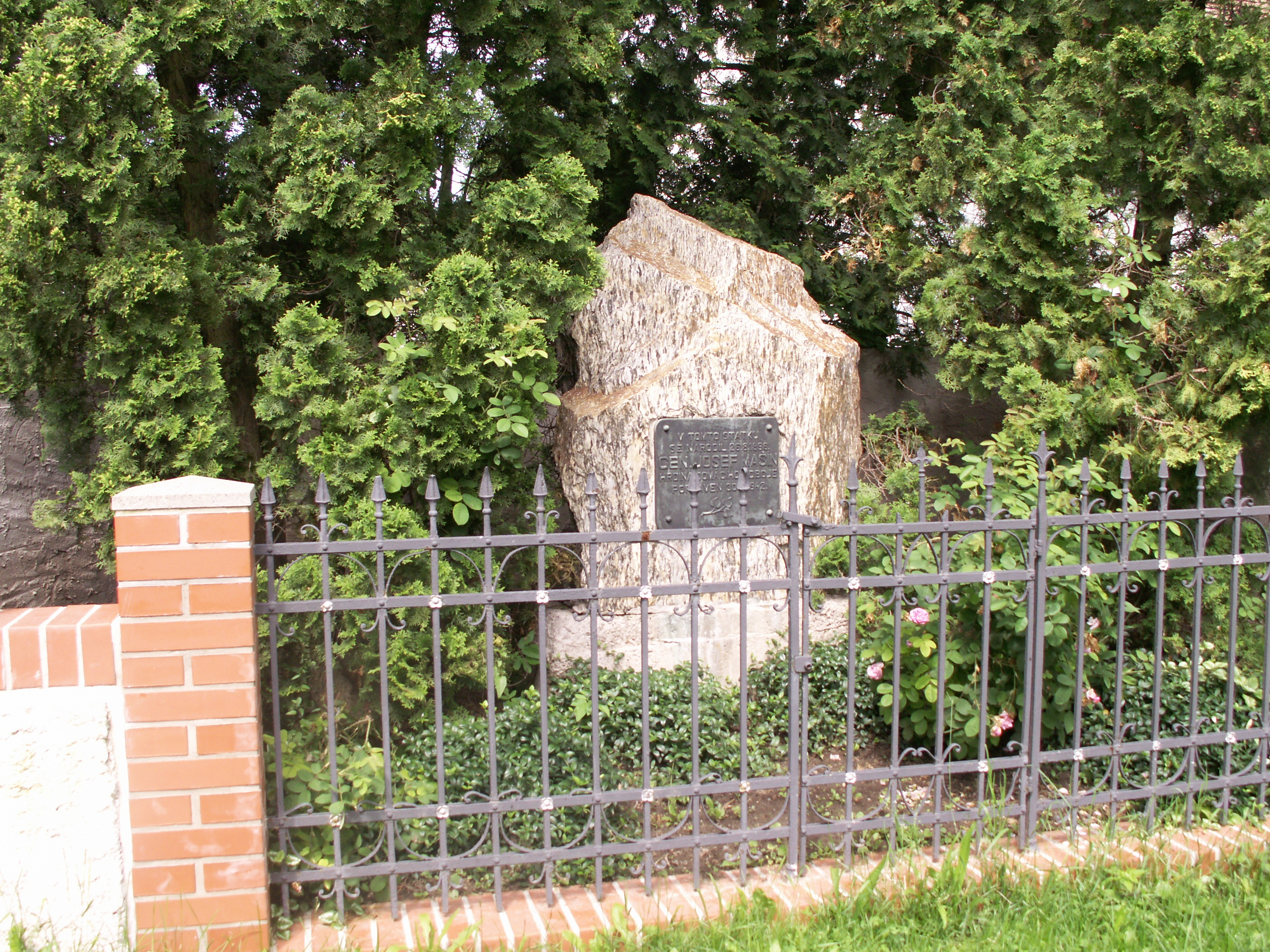
Celkový pohled
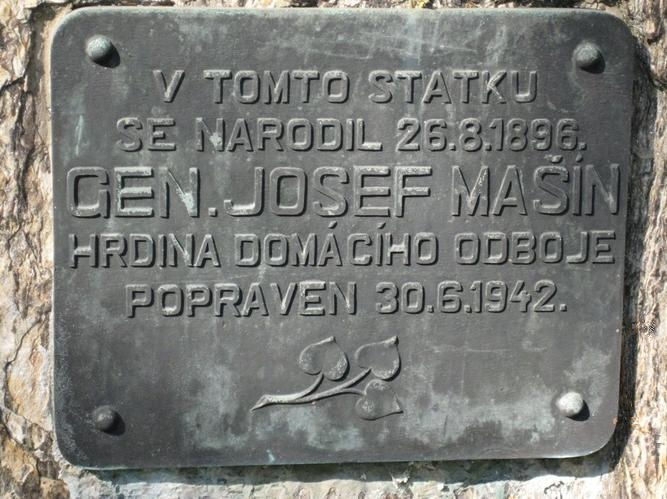
Detail kovové desky na památníku
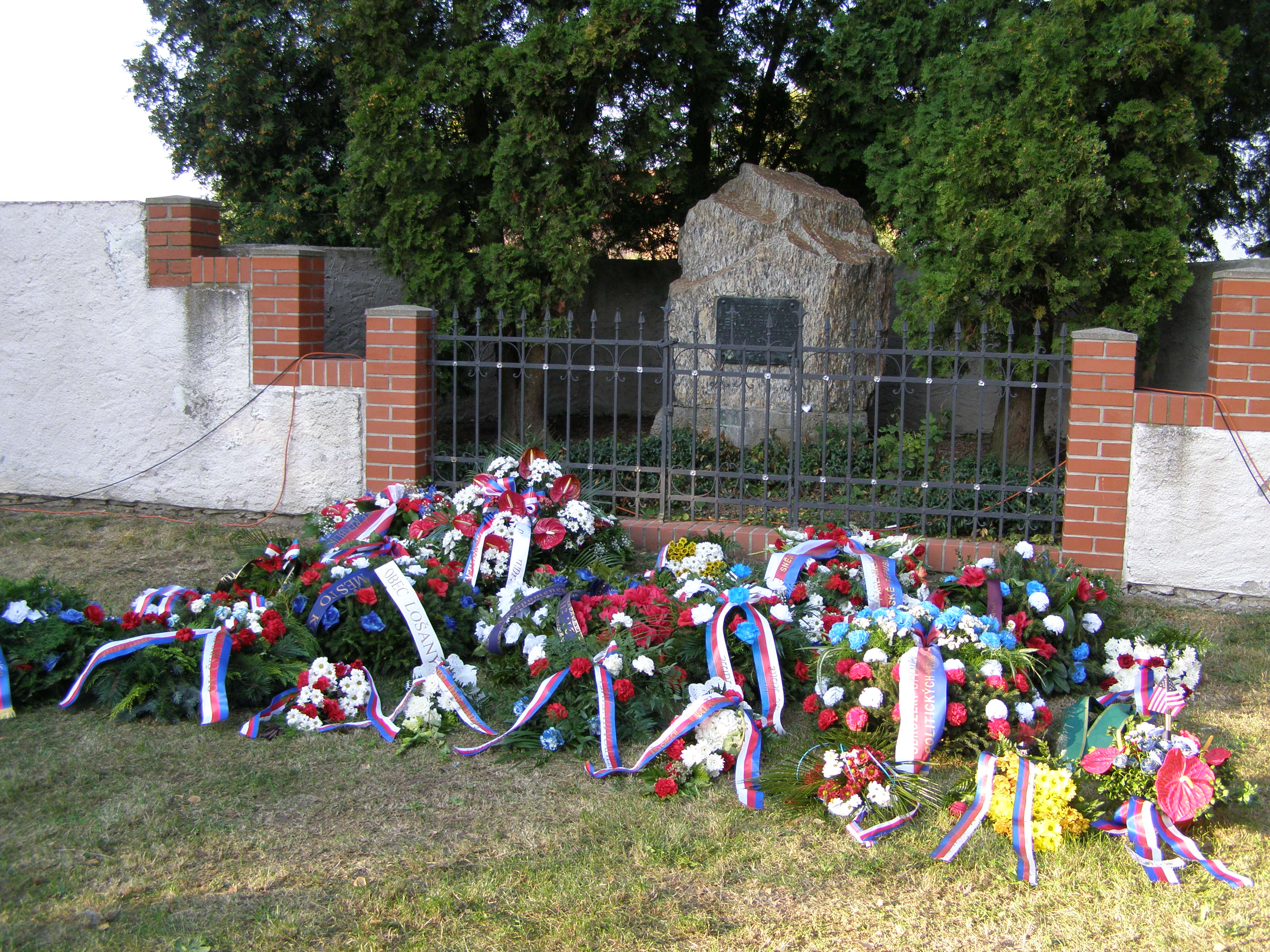
Po pietním aktu ke 120. výročí narození

### Obecná škola generála Josefa Mašína

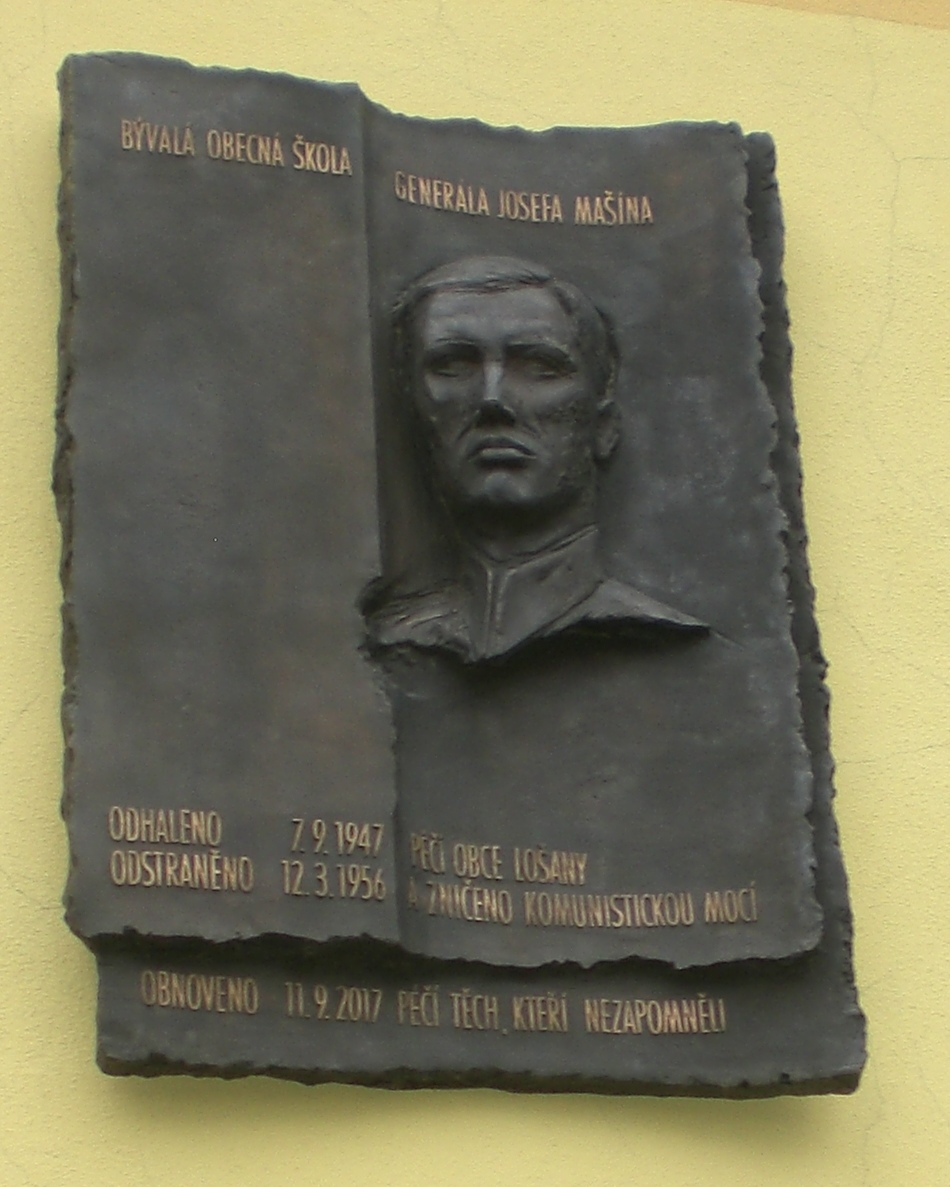
Pamětní deska na obecním úřadě v Lošanech

Dne 11. září 2017 byla na budově místního obecního úřadu v Lošanech odhalena pamětní deska. Ta připomíná, že dne 7. září 2017 uplynulo 70 let od doby, kdy v této budově tehdy sídlící obecná škola byla pojmenována po generálu Josefu Mašínovi – Obecná škola generála Josefa Mašína. Škola nesla toto označení v letech 1947 až 1956. V roce 1956 byla tato deska z budovy odstraněna a dále se nesmělo používat toto její pojmenování. Nově odhalená pamětní deska na budově obecního úřadu je dílo kolínského akademického sochaře Jaroslava Hylase.

### Další
V jižní části obce Lošánky (u silnice) byl kolem roku 1924 zbudován pomník "Obětem 1. světové války". V centrální evidenci válečných hrobů je evidován pod číslem: CZE-2110-33227 a nachází se na GPS souřadnicích: 49°59′29″ s. š., 15°07′35″ v. d.  V dolní části pomníku je umístěno ve čtyřech řadách po čtyřech v každé – tedy celkem 16 podobizen se jmény a daty narození. Při silnici do Kolína stojí sloupová boží muka z konce 18. století, místní název "Kolowrat". Jedná se repliku původní stavby, zničené při autonehodě v únoru 2011. Výzdobu tvoří dílo akademického malíře Pavla Šmejkala.
V obci se také nachází boží muka, kapličky a křížek.

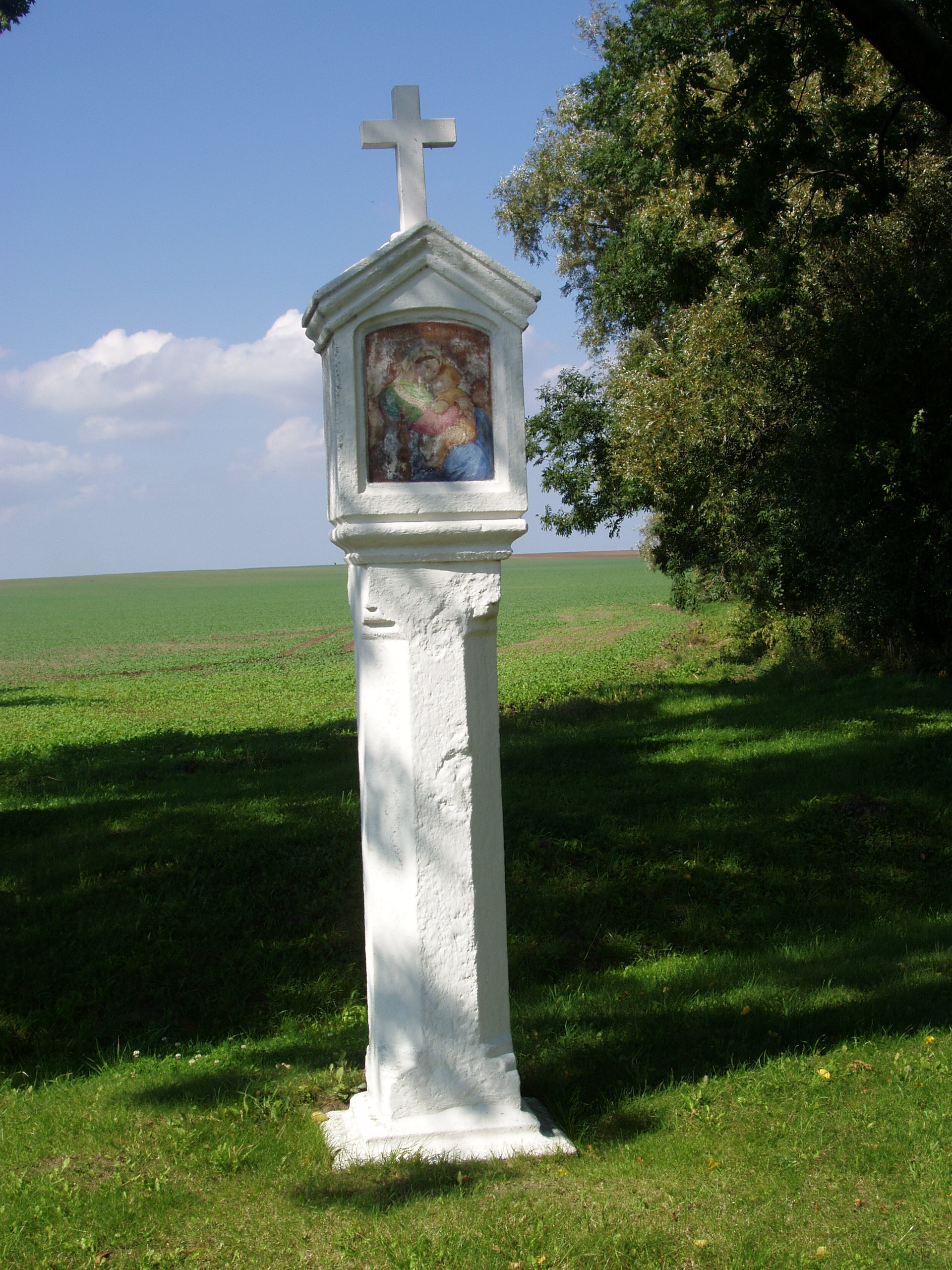
Boží muka v Lošanech
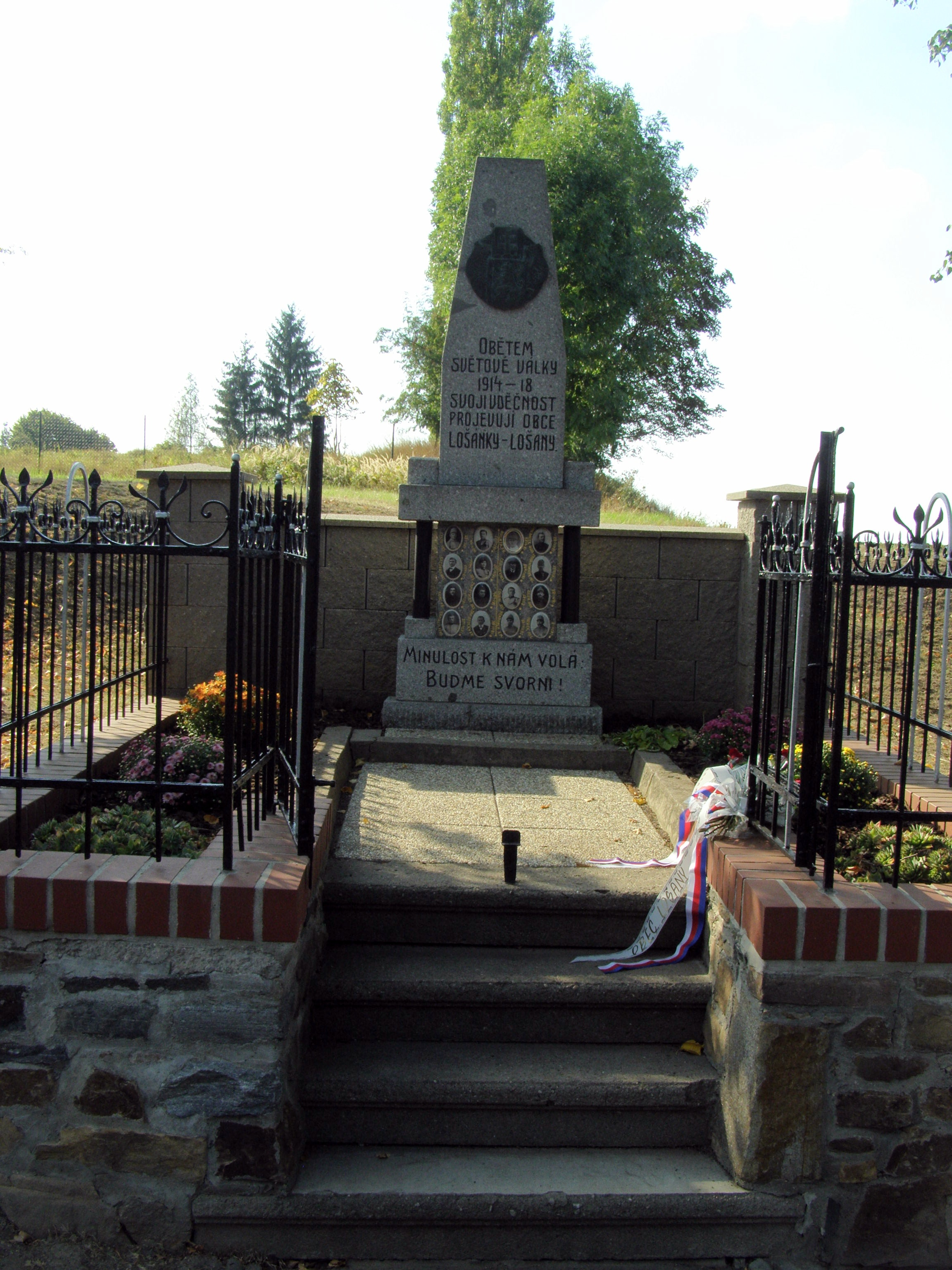
Pomník obětem první světové války
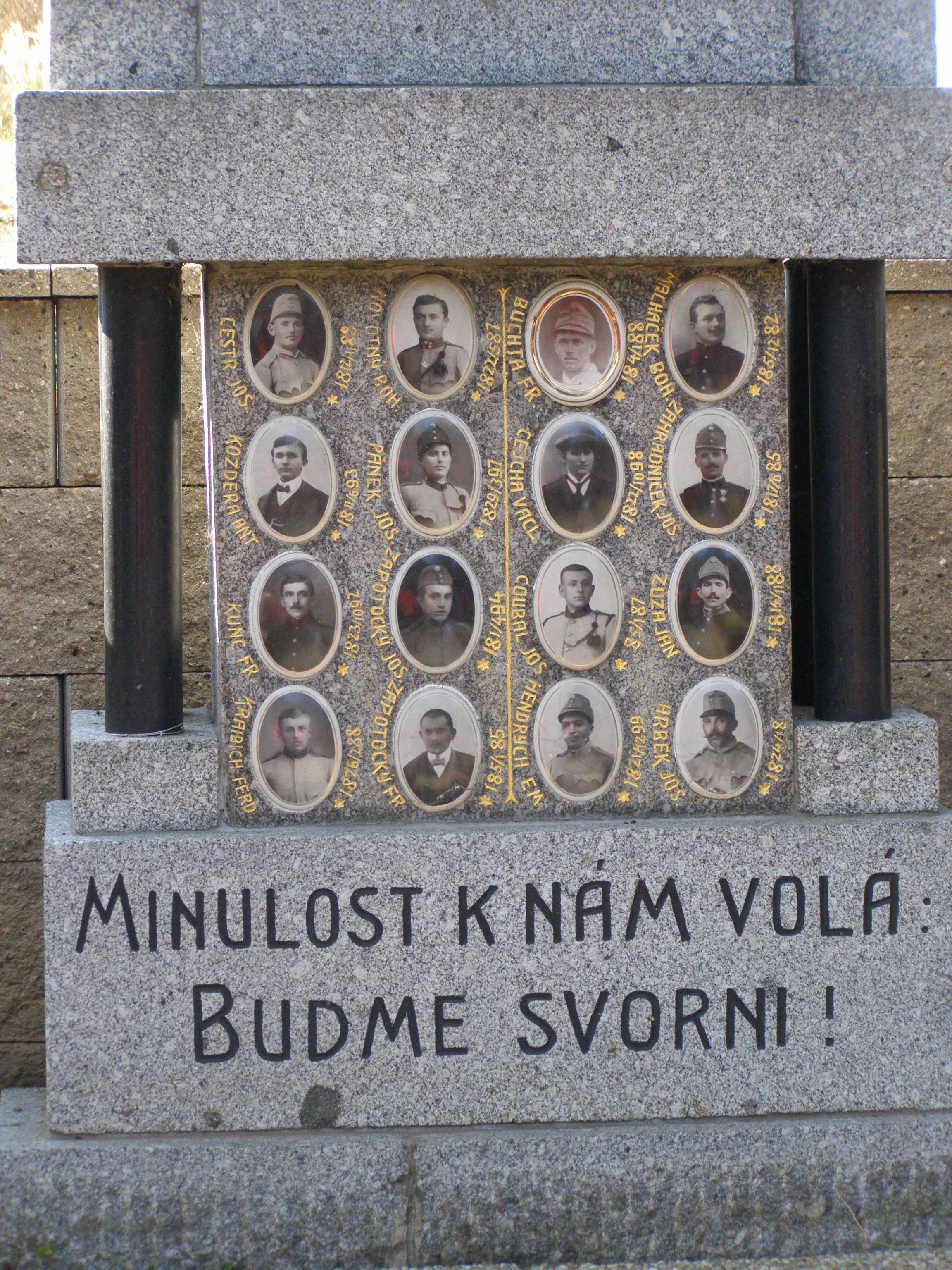
Pomník obětem první světové války – detail
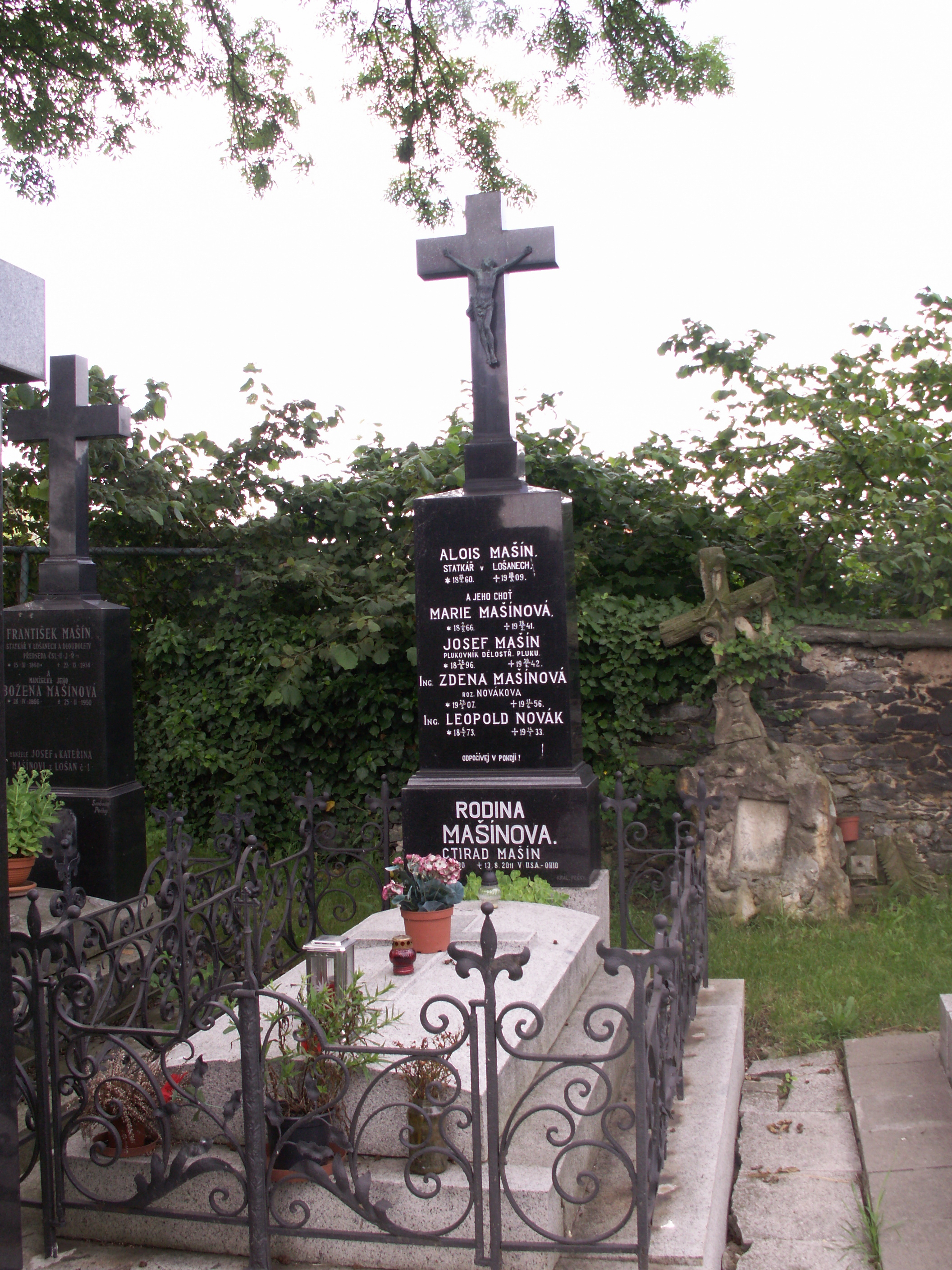
Hrob rodiny Mašínovy v Lošanech

## Osobnosti
- V Lošanech se narodil generál Josef Mašín, člen protinacistické skupiny Tři králové a jeho synové Josef a Ctirad, kteří se proslavili svým bojem proti komunistické moci a útěkem přes Východní Německo do Západního Berlína.
- Narodil se tu a působil Ludvík Pazderka (1868–1951), statkář a politik, na počátku 20. století poslanec Českého zemského sněmu, po vzniku ČSR vysoký úředník na ministerstvu zemědělství.[24][25]

## Doprava
Dopravní síť
- Pozemní komunikace – Do obce vede silnice III. třídy. Ve vzdálenosti 2,5 km vede silnice II/125 Libice nad Cidlinou - Kolín - Uhlířské Janovice - Vlašim.
- Železnice – Železniční trať ani stanice na území obce nejsou. Nejbližší železniční stanicí je Ratboř ve vzdálenosti 3 km ležící na trati 014 z Kolína do Uhlířských Janovic a Ledečka.

Veřejná doprava 2011
- Autobusová doprava – V obci zastavovaly příměstské autobusové linky Kolín-Polní Voděrady-Kouřim/Zásmuky (v pracovních dnech 5 spojů), Kolín-Svojšice-Kouřim (v pracovních dnech 10 spojů, o víkendech 3 spoje) a Kolín-Polní Voděrady-Plaňany-Radim (v pracovních dnech 1 spoj) (dopravce Okresní autobusová doprava Kolín, s. r. o.).